# Новият Адам
„Новият Адам“ (на унгарски: Az új Ádám) е картина на унгарския художник Шандор Бортник от 1924 г.
Рисувана е с маслени бои и е с размери 48.3 × 38 cm. През 1919 г. Шандор Бортник попада сред представители на Конструктивизма. От 1922 до 1924 г. живее във Ваймар, където се запознава с артистите от Баухаус. Рисува абстрактни дву- и триизмерни композиции, които впоследствие добавя фигури и предмети. В композицията „Новият Адам“ описва иронично идеала за „модерния“ човек през 1920-те години. Той е изключително модно облечен мъж, който е лесно раним като часовников механизъм. С тази и други иронични картини нанася неточен удар на „смелия нов свят“ на конструктивизма. Художникът използва прецизно детайлите, геометричните форми и цветовете, които ги подрежда в абстрактна композиция. Успява да осмива утопичните идеали, но не може да ги избегне, тъй като е активен участник във формирането на „новия свят“.
Картината е част от колекцията на Унгарския национален музей в Будапеща.